# NGC 2225
NGC 2225 is een open sterrenhoop in het sterrenbeeld Eenhoorn. Het hemelobject werd op 30 januari 1786 ontdekt door de Duits-Britse astronoom William Herschel.